# Zemplénagárd
Zemplénagárd è un comune dell'Ungheria di 927 abitanti (dati 2001) . È situato nella contea di Borsod-Abaúj-Zemplén.